# 11月12日
11月12日是阳历一年中的第316天（闰年第317天），离全年的结束还有49天。

## 大事记

### 20世紀以前
- 725年：唐朝天文学家僧一行与梁令瓒研制成功水运浑天仪。
- 936年：契丹册石敬瑭为大晋皇帝，晋割燕云十六州于契丹。
- 1028年：君士坦丁八世安排讓羅曼努斯三世與佐伊女皇結婚，不久後兩者共同成為拜占庭皇帝。
- 1439年：普利茅斯成为首个经过英格蘭議會批准后合并的城市。
- 1893年：英属印度和阿富汗签订协议，将杜兰德线确立为两国的边界。

### 20世紀
- 1912年：救援團隊在南極洲羅斯冰架附近發現英國探險家羅伯特·史考特與其夥伴的遺體。
- 1912年：在塞萨洛尼基从奥斯曼帝国统治下获得独立后，希腊国王乔治一世首次进入该城市。
- 1918年：奥地利成为共和国。
- 1918年：在德国妇女获得选举权和被选举权。
- 1920年：義大利與塞爾維亞人、克羅埃西亞人和斯洛維尼亞人王國簽訂《拉帕羅條約》。
- 1921年：英、美、日、法、意、中、荷、葡、比九国在美国华盛顿举行“华盛顿会议”。
- 1923年：苏联启用镰刀和锤子旗。
- 1927年：苏联共产党领袖列夫·托洛茨基因反对斯大林的政策而被开除出苏联共产党。
- 1932年：在西澳大利亞州政府的要求下，澳洲軍方在先前撤離後，正式恢復鴯鶓戰爭的戰鬥。
- 1933年：沙比提大毛拉领导下建立了东突厥斯坦伊斯兰共和国， 首都为喀什葛尔。
- 1936年：位于美國旧金山湾，连结旧金山和奥克兰的舊金山-奧克蘭海灣大橋正式通车。
- 1937年：淞沪会战结束。
- 1940年：加彭戰役中，维希法国最后一只非洲军队于让蒂尔港投降，自由法国成功控制法属赤道非洲。
- 1940年：苏联外交部长莫洛托夫到柏林参与德蘇軸心談判。
- 1942年：第二次世界大战：發起反攻行動的同盟國軍隊與大日本帝國海軍在索羅門群島展開為期數個月的瓜達康納爾海戰。
- 1944年：第二次世界大战：英國皇家空軍成功在挪威附近海域擊沉納粹德國海軍的鐵必制號戰艦，造成1,000多人死亡。
- 1944年：在新疆伊宁革命军宣布东突厥斯坦共和国的成立， 艾力汗·吐烈任主席。
- 1947年：台湾民主自治同盟在香港成立。
- 1947年：中国人民解放军攻克石家庄（当时名为石门），建立第一个以城市为中心的政权。
- 1948年：第二次世界大战日本包括东条英机在内的七个甲级战犯被判死刑。
- 1948年：新泽西州沿岸埃利斯島上的拘留所被关闭。
- 1955年：德意志联邦共和国的国防军成立。
- 1956年：摩洛哥，苏丹与突尼斯加入联合国。
- 1965年：國立故宮博物院于台北开幕。
- 1969年：美国记者西莫·赫许报导了美军执行的美萊村屠殺。
- 1970年：波拉氣旋登陸東巴基斯坦，造成約30至50萬人死亡，成為史上最致命的風災。
- 1971年：中国與卢旺达建交。
- 1971年：中國鋼鐵公司成立。
- 1974年：香港大毒梟吳錫豪被警方拘捕。
- 1975年：科摩罗加入联合国。
- 1979年：伊朗人质危机事件中，美国总统吉米·卡特下令停止从伊朗进口石油。
- 1980年：國立中山大學开始庆祝校慶日（孫中山誕生日）。
- 1980年：美国国家航空航天局的探测器旅行者1号在飞过土星时拍下了第一张土星環的照片。
- 1981年：哥倫比亞號太空梭执行第二次航天任务。
- 1982年：尤里·安德罗波夫接任列昂尼德·勃列日涅夫成为苏联共产党中央委员会总书记。
- 1990年：日本天皇明仁舉行登基大典。
- 1990年：英国计算机科学家蒂姆·伯纳斯-李首次提出万维网的概念。
- 1992年：香港賽馬會跑馬地會所啟用。
- 1994年：《亡命天涯》成为首个于中国大陆上映的好莱坞电影。
- 1996年：沙地阿拉伯航空763號班機與哈薩克斯坦航空1907號班機在印度首都新德里附近的哈里亞納邦查基達里上空相撞。兩航機上合共349人全部罹難，是航空史上最嚴重的空中相撞空難。

### 21世紀
- 2001年：一架由甘迺迪國際機場起飛的美國航空587號班機，在紐約市皇后區墜毀，機上260人全部罹難。
- 2001年：在阿富汗战争中，阿富汗北方联盟的军队击败塔利班，进入首都喀布尔。
- 2003年：马来西亚最大反对党——回教党推出有关回教政体主张的《回教政体文件》。
- 2006年：服務香港48年，座落愛丁堡廣場的中環天星碼頭作第三度搬遷，遷往國際金融中心二期對開，並成為中環碼頭的組成部份。
- 2008年：美国康涅狄格州成为全美第二个将同性婚姻合法化的州份。
- 2010年：第十六届亚洲运动会在中国广州举行开幕式。
- 2014年：南韓女子團體 Lovelyz以Candy Jelly Love一曲出道。
- 2014年：欧洲空间局羅塞塔號探测器所携带的菲萊登陸器于丘留莫夫－格拉西缅科彗星表面登陆。
- 2019年：孟加拉國東北部發生兩列客運列車相撞事故，事故導致至少16人死亡、58人受傷。事故發生後，孟加拉國成立了事故調查委員會。總統哈米德對遇難者家屬送去慰問。

## 出生

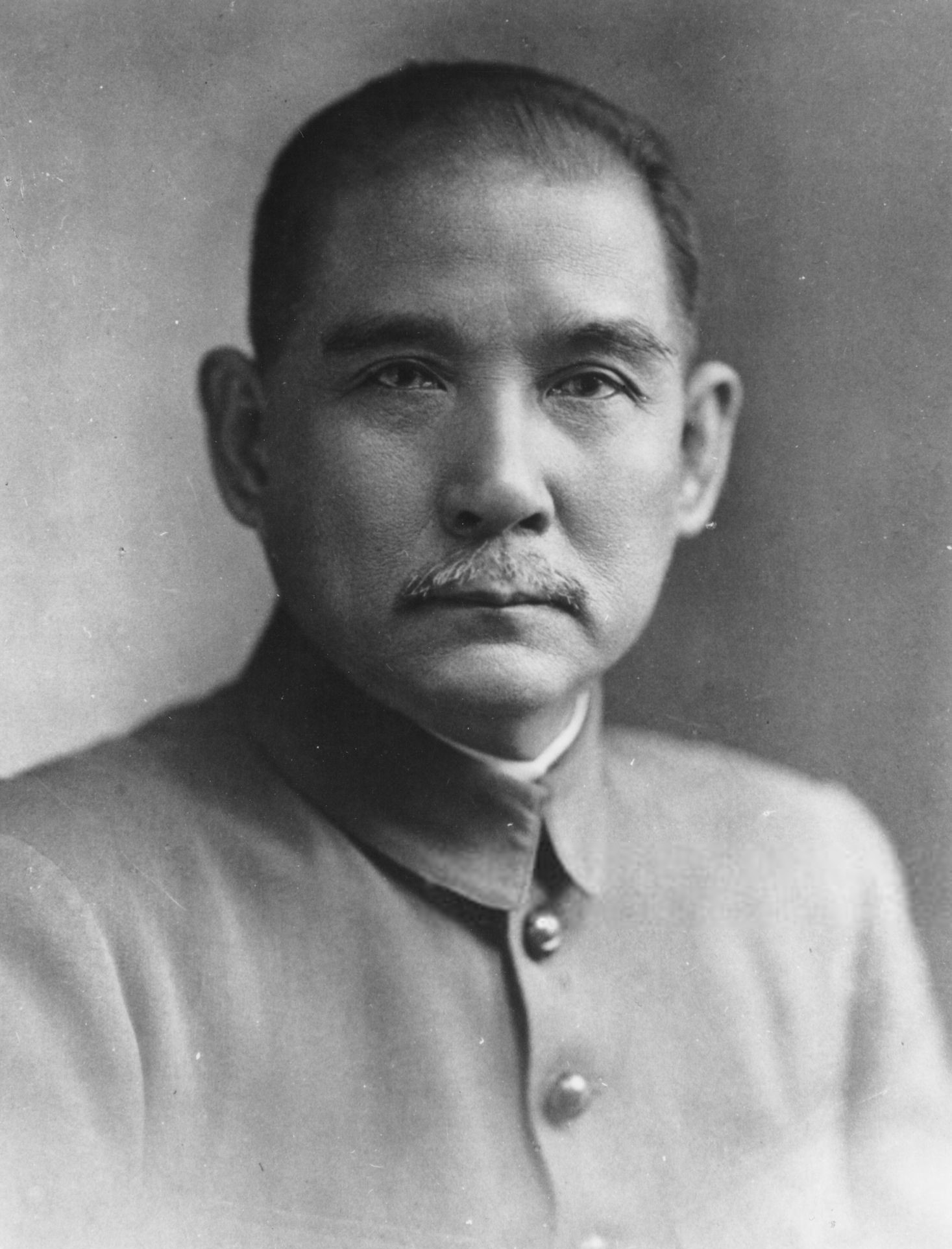
中華民國國父孫中山先生

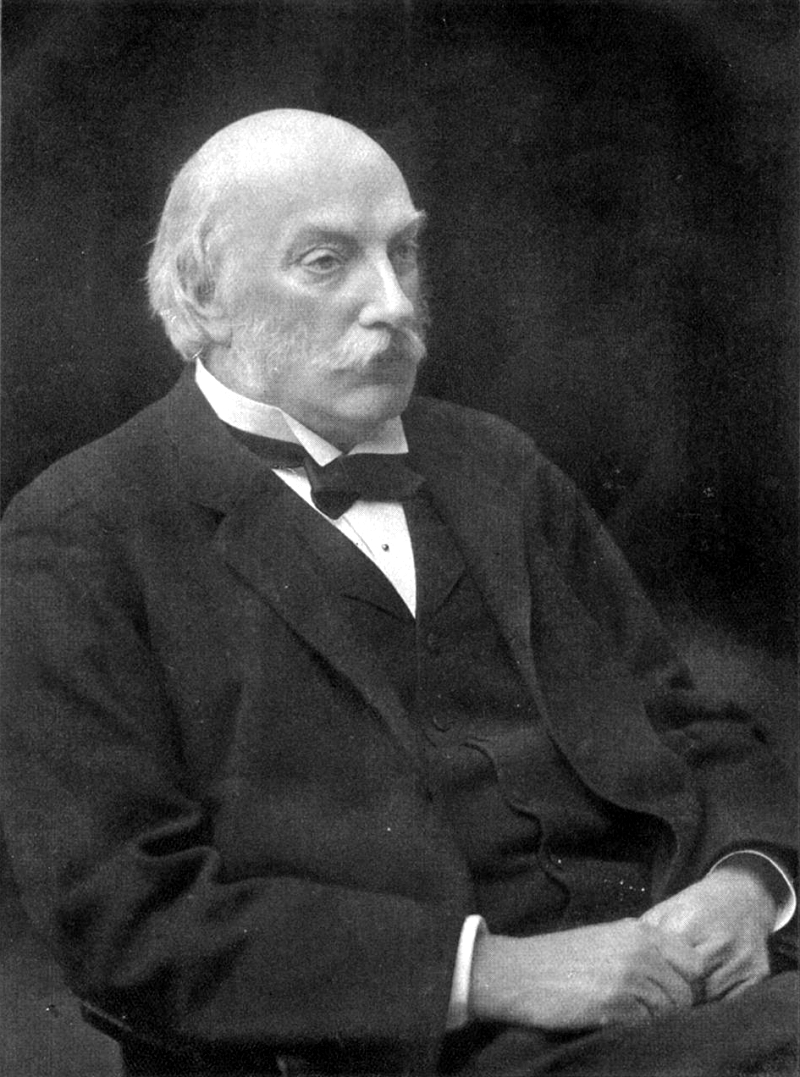
约翰·斯特拉特

- 1524年：迭戈·德·蘭達，西班牙方濟各會傳教士（1579年逝世）
- 1528年：戚繼光，明朝抗倭將領、軍事家（1588年逝世）
- 1615年：理查德·巴克斯特，英國清教会領袖（1691年逝世）
- 1648年：胡安娜·克鲁兹，墨西哥修女、哲學家（1695年逝世）
- 1684年：愛德華·弗農，英國海軍軍官（1757年逝世）
- 1729年：路易斯·布干维尔，法國探險家（1811年逝世）
- 1755年：格哈德·馮·沙恩霍斯特，普鲁士軍事家（1813年逝世）
- 1790年：萊蒂茨亞·克里斯汀·泰勒，美國第一夫人（1842年逝世）
- 1815年：伊麗莎白·凱迪·斯坦頓，美國作家、行動主義者，19世紀美國女權運動領袖（1902年逝世）
- 1817年：巴哈歐拉，巴哈伊信仰創始人（1892年逝世）
- 1833年：亞歷山大·鮑羅丁，俄羅斯作曲家、化學家（1887年逝世）
- 1840年：奧古斯特·羅丹，法國雕塑家（1917年逝世）
- 1842年：約翰·斯特拉特，英國物理學家，1904年諾貝爾物理學獎得主（1919年逝世）
- 1848年：李蓮英，晚清太監（1911年逝世）
- 1852年：卡洛斯·杜蘭·卡廷，哥斯大黎加醫生、政治人物，第14任哥斯大黎加總統（1924年逝世）
- 1866年：孫文，中國近代民主革命家、政治家，中華民國國父，中國國民黨總理（1925年逝世）
- 1898年：黃君璧，台灣畫壇渡海三家之一（1994年逝世）
- 1908年：高逸鴻，中華民國書畫家（1982年逝世）
- 1910年：華羅庚，中國數學家（1985年逝世）
- 1911年：丁善德，中國作曲家（1995年逝世）
- 1913年：葉逸芳，中國編劇、詞曲作家（2002年逝世）
- 1921年：曾灶財，香港塗鴉者（2007年逝世）
- 1927年：谷山丰，日本数学家（1958年逝世）
- 1927年：張思之，中國律師、法學家（2022年逝世）
- 1929年：格雷斯·凱利，美國女演員、摩納哥大公妃（1982年逝世）
- 1931年：諾曼·峰田，日裔美國政治人物（2022年逝世）
- 1933年：鮑里斯拉夫·伊夫科夫，塞爾維亞西洋棋棋手、特級大師（2022年逝世）
- 1934年：查爾斯·曼森，美國罪犯、邪教領袖（2017年逝世）
- 1939年：盧西亞·波普，斯洛伐克女高音歌劇唱家（1993年逝世）
- 1939年：王小謨，中國雷達專家（2023年逝世）
- 1948年：銀河萬丈，日本男性聲優
- 1948年：哈桑·鲁哈尼，伊朗政治人物，第7任伊朗總統
- 1949年：沈呂巡，臺灣外交官（2023年逝世）
- 1949年：傑克·里德，美國政治人物，現任羅德島州聯邦參議員
- 1950年：李旺陽，中國工人運動領袖（2012年逝世）
- 1950年：田中秀幸，日本男性聲優
- 1951年：黎棟國，香港政治人物
- 1952年：維亞切斯拉夫·扎伊采夫，俄羅斯男子排球運動員（2023年逝世）
- 1952年：劉文正，台灣男歌手
- 1957年：陳秋霞，香港女歌手、演員
- 1957年：高野文子，日本漫畫家
- 1958年：岩崎宏美，日本女歌手
- 1959年：佐橋俊彥，日本作曲家
- 1959年：劉雪華，台灣演員
- 1961年：石川寬美，日本女性聲優、舞台劇演員
- 1961年：納迪婭·柯曼妮奇，羅馬尼亞女子體操運動員，首位在夏季奧林匹克運動會體操比賽獲得滿分者
- 1963年：貝薩妮·霍爾-朗，美國政治人物
- 1964年：王光輝，台灣棒球教練
- 1968年：久川綾，日本女性聲優
- 1969年：伊恩·布藍默，美國政治學家
- 1970年：張婯嬅，台灣壹電視新聞台新聞主播、專題節目主持人
- 1971年：胡蓓蔚，香港歌手、主持人
- 1971年：陳光誠，中國維權分子
- 1973年：，澳洲女演員
- 1976年：許閔嵐，臺灣職業棒球運動員、教練
- 1978年：瑟琳·席安瑪，法國電影導演、編劇
- 1978年：莎敏·奥巴伊德-奇諾伊，巴基斯坦女導演
- 1978年：亞历山德拉·瑪麗亞·拉那，羅馬尼亞裔德國女演員
- 1979年：水波風南，日本女性漫畫家
- 1979年：科里·馬盖蒂，美國籃球運動員
- 1980年：，加拿大男演員
- 1982年：陳意涵，台灣女演員
- 1982年：夏如芝，台灣女演員
- 1982年：，美國女演員
- 1982年：黑木奈奈，日本女性新聞播報員（2015年逝世）
- 1982年：吳嘉星，香港女演員
- 1984年：周柏豪，香港男歌手
- 1984年：Dara，韓國女子偶像團體2NE1成員
- 1985年：關令翹，香港配音員
- 1985年：鄭多英，韓國女演員
- 1986年：蔡旻佑，台灣歌手
- 1986年：伊尼亚齐奥·阿巴特，意大利足球運動員
- 1987年：高良健吾，日本男演員
- 1988年：陳以桐，台灣裔美國歌手
- 1988年：羅素·衛斯特布魯克，美國籃球運動員
- 1988年：頌恩·宋帕山，泰國男演員、模特兒
- 1989年：清武弘嗣，日本足球運動員
- 1990年：劉奕兒，台灣女演員
- 1990年：水野朝陽，日本AV女優
- 1991年：潘政琮，臺灣男子職業高爾夫球運動員
- 1992年：上原亞衣，日本藝人、AV女優
- 1992年：特雷·伯克，美國職業籃球運動員
- 1992年：戴維斯·貝坦斯，拉脫維亞職業籃球運動員
- 1993年：徐謀俊，臺灣男演員
- 1994年：纪堯姆·西澤龍，法國男子花式滑冰運動員
- 1995年：xQc，加拿大Twitch實況主
- 1995年：，法國職業足球運動員
- 1995年：羅米娜·波爾莫卡塔里，瑞典政治人物
- 1996年：社本悠，日本女性聲優
- 1997年：守屋茜，日本女子偶像團體櫻坂46成員
- 1997年：崔秉灿，韓國男子偶像團體VICTON成員
- 1998年：平祐奈，日本女演員
- 1998年：谷口惠，日本偶像藝人，女子偶像團體AKB48成員
- 1998年：歐瑪·魯德伯格，委內瑞拉裔瑞典男歌手、演員
- 1999年：磪有情，韓國女子偶像團體I.O.I、Weki Meki成員
- 1999年：沈小婷，韓國女子偶像團體Kep1er成員
- 2000年：心平，臺灣女子偶像團體PINK FUN成員
- 2002年：保羅·班凱羅，美國職業籃球運動員
- 2002年：，英格蘭職業足球運動員

## 逝世
- 607年：教宗博義三世，羅馬主教（生年不詳）
- 973年：布尔夏德三世，图尔高伯爵（915年出生）
- 1035年：克努特大帝，丹麦和英国国王（995年出生）
- 1094年：鄧肯二世，苏格兰国王（1060年出生）
- 1202年：克努特六世，丹麦国王（1163年出生）
- 1375年：約翰·海因里希，摩拉維亞藩侯（1322年出生）
- 1434年：路易三世，安茹公爵（1403年出生）
- 1555年：張經，明朝将领（1492年出生）
- 1555年：楊繼盛，明朝政治人物（1516年出生）
- 1567年：安内，法国军事家及政治家（1493年出生）
- 1585年：靜樂公主，明朝公主（1584年出生）
- 1595年：约翰·霍金斯，英国航海家、海盗、奴隶贩子（1532年出生）
- 1658年：真田信之，日本戰國時代武將（1566年出生）
- 1671年：托馬斯·費爾法克斯，英國軍事家（1612年出生）
- 1712年：德川家宣，日本江戶幕府第6代征夷大將軍（1662年出生）
- 1793年：让·西尔万·巴伊，法国天文学家（1736年出生）
- 1865年：伊丽莎白·盖斯凯尔，英国小说家（1810年出生）
- 1898年：約翰萬次郎，日本武士、翻譯家（1827年出生）
- 1916年：帕西瓦尔·罗威尔，美国天文学家（1855年出生）
- 1936年：尢列，中華民國革命黨人，孫中山總統府顧問（1866年出生）
- 1939年：白求恩，加拿大胸外科医师（1890年出生）
- 1942年：倉元要一，日本政治人物（1879年出生）
- 1969年：刘少奇，中共中央副主席、中华人民共和国主席（1898年出生）
- 1989年：茅以升，中國桥梁专家（1896年出生）
- 1989年：王余杞，中國作家（1905年出生）
- 1991年：林敬三，日本政府官僚、陸上自衛隊將領（1907年出生）
- 1993年：H·R·霍爾德曼，美國政治人物、商人，前任白宮幕僚長（1926年出生）
- 1997年：张雨生，台灣音樂人、歌手（1966年出生）
- 2008年：黎礎寧，台灣歌手（1984年出生）
- 2009年：李潔明，美國外交官（1928年出生）
- 2013年：約翰·塔文納，英國作曲家（1944年出生）
- 2013年：亞歷山大·謝列布羅夫，俄羅斯太空人（1944年出生）
- 2015年：菲勒普·马顿，匈牙利足球运动员（1983年出生）
- 2015年：聖戰約翰，科威特恐怖分子（1988年出生）
- 2016年：余旭，中国女子飞行员（1986年出生）
- 2018年：斯坦·李，美国漫画家，漫威漫画创办人（1922年出生）
- 2019年：陆有铨，中国教育学家（1943年出生）
- 2020年：曾偉權，香港男演員（1960年出生）
- 2021年：馬修·費斯汀，第79任馬爾他騎士團大教長（1949年出生）
- 2024年：梁光烈，中國人民解放軍上將（1940年出生）
- 2024年：北之富士勝昭，日本相撲力士，第52代橫綱（1942年出生）
- 2024年：賀謹，加拿大外交官、政治人物（1959年出生）
- 2024年：宋再臨，韓國男演員、模特兒（1985年出生）

## 节假日和习俗
- 世界肺炎日
- 中華民國：
  - 國父誕辰紀念日
  - 醫師節
  - 中華文化復興節
- ：宪法日
- 印度尼西亞：
  - 父亲节
  - 國家健康日
- 东帝汶：国家青年日